# Saint-Antonin-de-Sommaire
Saint-Antonin-de-Sommaire is een gemeente in het Franse departement Eure (regio Normandië) en telt 165 inwoners (2005). De plaats maakt deel uit van het arrondissement Évreux.

## Geografie
De oppervlakte van Saint-Antonin-de-Sommaire bedraagt 7,2 km², de bevolkingsdichtheid is 22,9 inwoners per km².
De onderstaande kaart toont de ligging van Saint-Antonin-de-Sommaire met de belangrijkste infrastructuur en aangrenzende gemeenten.

## Demografie
Onderstaande figuur toont het verloop van het inwonertal (bron: INSEE-tellingen).